# كأس السوبر الألماني 2016
كان كأس السوبر الألماني 2016 النسخة السابعة من كأس السوبر الألماني منذ إعادة تسمية المنافسة عام 2010 وهي مباراة كرة قدم تقام سنويًا بين الفائز بالدوري الألماني و الفائز بكأس ألمانيا. أُقيمت المباراة في 14 أغسطس 2016 في ملعب سيغنال إيدونا بارك في مدينة دورتموند.
وجمعت ما بين بايرن ميونخ بطل الدوري الألماني 2015–16 وكأس ألمانيا 2015–16 و‌بوروسيا دورتموند وصيف الدوري الألماني 2015–16.

## خلفية
كانت هذه أول مباراة رسمية لكارلو أنشيلوتي كمدرب للبايرن.

## المباراة

### تفاصيل
| بوروسيا دورتموند | 0–2   | بايرن ميونخ          |
| ---------------- | ----- | -------------------- |
|                  | تقرير | فيدال 58' · مولر 79' |